# Дом Второго Каменноостровского товарищества устройства постоянных квартир
Дом Второ́го Каменноостро́вского това́рищества устро́йства постоя́нных кварти́р (Дом пяти́ инжене́ров) — историческое здание 1914 года постройки в Петроградском районе Санкт-Петербурга по адресу Кронверкский проспект, д. 5. Учредителями кооператива, построившего здание, стали пять инженеров, архитектурный проект разработал один из них — Александр Клейн. Здание отличалось выразительным декором фасадов, в том числе во дворовой части, и интерьеров, частично сохранившихся до наших дней.
С 1952 года дом занимает Санкт-Петербургский государственный морской технический университет («Корабелка»).

## История

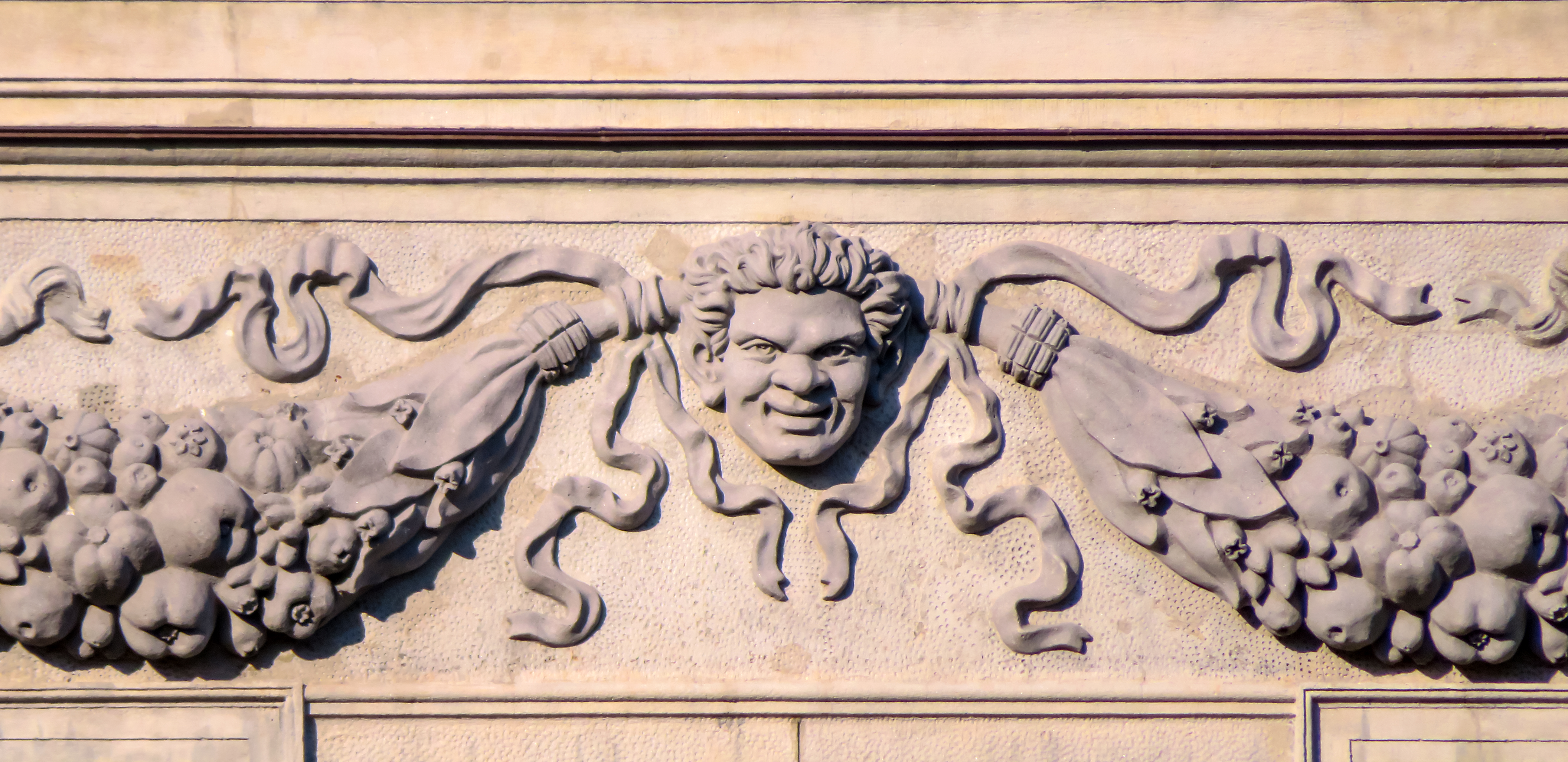
Маскарон на фасаде, 2022

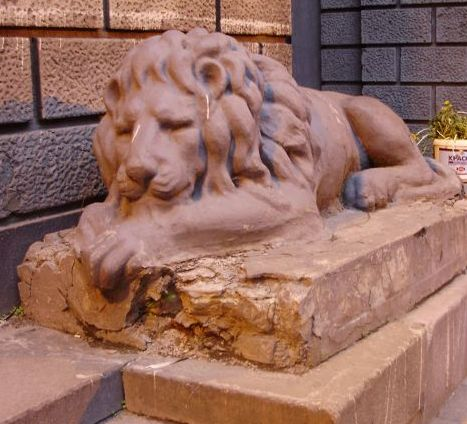
Скульптура льва у парадного входа, 2009

### Учреждение и строительство
История дома на современном участке № 5 по Кронверкскому проспекту восходит к 1913 году, когда четыре инженера — инженер путей сообщения Яков Адольфович Абрагамсон и технологи Леон Исидорович Гольдштауб, Иван Бернардович Кафталь и Александр Клейн — учредили Второе Каменноостровское Товарищество для устройства квартир в Санкт-Петербурге. Устав общества был утверждён императором 2 июля 1913 года, а разработанный проект кооперативного дома был одобрен городской управой 18 июля 1913 года. В 1915 году для строительства был выкуплен участок с деревянной застройкой, ранее принадлежавший Александру Эдуардовичу Коллинсу. Вступая в кооператив, каждый из членов делал взнос в размере 1 рубля за пай стоимостью в 200 р, а число паёв равнялось стоимости желаемой квартиры. На этом этапе к четырём инженерам-создателям дома присоединился и пятый — Аркадий Фёдорович Рафалович.
В ходе строительства в изначальный проект, подписанный Клейном ещё в 1913-м году, внесли небольшое изменение: к пятому аттиковому этажу добавили мансарду. Основной корпус, обращённый к проспекту, соединён с двумя флигелями и оформлен в неоренессансном стиле. Редким для застройки Петербурга того времени стало решение архитектора декорировать дворовый фасад не менее выразительно, чем лицевой — его оформили композитным ордером в три этажа с колоннами, идущими от рустованного первого этажа, в верхней части расположены четыре мужские и женские фигуры. У парадного входа, обращённого к особняку Кшесинской, лежат два скульптурных льва. Кроме них, дом украшают вазы и маскароны, выполненные по моделям скульптора Бориса Яковлева. Во дворе располагались пять фонтанов.
Готовый дом площадью свыше 5000 м² имел пассажирский лифт, гаражи, жилые подвалы для квартир дворников, истопника и швейцара. В здании было проведено центральное отопление, канализация, установлена электрическая система вентиляции. Архитектор Александр Пуринг отмечал высокое качество материалов и проработанность всех деталей интерьеров — парадной лестницы, дверей, каминов, лепного декора потолков.

### Пять инженеров
Первый этаж дома предназначался для коммерческих арендаторов, а на этажах со второго по пятый располагались квартиры, одна из которых принадлежала пайщику-члену кооператива, а вторая сдавалась в аренду. Десятикомнатная квартира № 1 на первом этаже и мансарда принадлежали Аркадию Рафаловичу, который был директором правления Северо-Восточной Уральской железной дороги и Товарищества Петроградского вагоностроительного завода, а также председателем правления Русско-Французского коммерческого банка.
Двенадцатикомнатную квартиру № 2 на втором этаже занимал Леон Гольдштауб, получивший в 1916 году статус потомственного почётного гражданина. Он входил в правление акционерного общества «Соединённые кабельные заводы» и являлся директором-распорядителем «Всеобщей компании электричества». Соседнюю квартиру номер 3 снимал Анатолий Ефимович Шайкевич, коллекционер, историк балета, член правлений нескольких золотопромышленных компаний, кандидат в директора нефтяной компании А. И. Манташев и К°". О квартире Шайкевича подробно рассказывает в мемуарах балерина Нина Тихонова: она упоминает роскошную библиотеку и коллекцию предметов искусства, инкрустированную перламутром мебель и спальный гарнитур, который принадлежал Екатерине II.
На третьем этаже в квартире № 4, включавшей 11 жилых комнат и 8 служебных, жил Иван Кафталь — купец 1 гильдии, потомственный почётный гражданин, член правления Российского общества колониальной торговли и член совета Петроградского торгового банка. Квартиру № 5 снимал директор правления Петроградского механического и литейного завода инженер-технолог Константин Иванович Шадинов.
На четвёртом этаже в семикомнатной квартире № 7 жил Яков Абрагамсон, старший советник правления Общества Волго-Бугульминской железной дороги и инспектор Петроградских железнодорожных курсов.
Квартиру № 8 на пятом этаже занимал Александр Клейн. В ней было 12 жилых комнат, выходивших окнами на проспект, и 8 служебных. Соседом Клейна по пятому этажу был Фёдор Фёдорович Фосс, горный инженер, директор-распорядитель правления Лысьвенского горного округа наследников графа Шувалова. Он жил в девятикомнатной квартире номер 9.

### После революции
После революции почти все жильцы дома эмигрировали, здание национализировали и отдали под Институт социально-индивидуального воспитания, иначе — школу-интернат «трудновоспитуемых детей». Учениками школы становились страдавшие нервными расстройствами дети от 5 до 15 лет. Для них была организована образовательная среда с индивидуальным подходом к обучению, реабилитационными мероприятиями, работали библиотека и гимнастический зал. В школе был свой театр, лазарет, для старших работали обучающие профессиям мастерские. Согласно документам института, в 1920-х все ученики интерната успешно прошли обучение и начали самостоятельную жизнь.
В 1930-м году интернат вывели из Дома пяти инженеров, здание отдали Ленинградскому кораблестроительному институту. В 1931—1932 учебном году классы перевели в дом № 3 на Лоцманской улице, а здание на Кронверкском отдали под общежитие. В 1942-м в него попала бомба, с конца февраля по апрель 1942 шла эвакуация студентов по «Дороге жизни». В 1944-м началось восстановление, в 1945-м вышло постановление о возвращении института в Ленинград. В учебном 1946 году свыше 860 студентов расположились в общежитии бывшего Дома пяти инженеров.
В 1952 году дом отдали приборостроительному факультету «Корабелки».

## Современность
В 2018 году здание получило статус объекта культурного наследия регионального значения. В 2019 году прокуратура Санкт-Петербурга возбудила административное дело против университета, занимающего здание, в связи с нарушением охранного обязательства памятника. В ходе незаконной перепланировки была демонтирована антресоль, в холле установили лишнюю перегородку и заложили дверной проём, после чего была утрачена историческая дверь.